# Líber Quiñones
Líber Daniel Quiñones Prieto (Montevideo, 11 febbraio 1985) è un ex calciatore uruguaiano, di ruolo attaccante.

## Palmarès

### Club
- Segunda División Profesional de Uruguay: 1

Racing Montevideo: 2007-2008

### Individuale
- Capocannoniere della Primera División Profesional de Uruguay: 1

Racing Montevideo: 2008-2009